# Yolanda Flores
Yolanda Flores (Madrid, 1960) és una locutora i presentadora de televisió espanyola.

## Biografia
Després de llicenciar-se en ciències de la informació per la Universitat Complutense de Madrid, va iniciar la seva trajectòria professional a Radio Algeciras i el 1986 va passar a Radio Madrid. En aquesta emissora va conduir els espais Carrusel de verano, Fin de semana i Madrid 7 estrellas.
El seu salt a la televisió es va produir el 1989 quan va ser contractada per Telemadrid per posar-se al capdavant del programa Buenos días, Madrid. Paral·lelament, es va incorporar a Radio Nacional de España, on es va fer càrrec, successivament dels espais Con los cinco sentidos, Ojos de gato i No es un sueño (que li va valer el premi Antena de Plata) i De cine (1997).
El 1997 es va integrar en la plantilla de Telecinco, col·laborant amb María Teresa Campos en el magazín Día a día. És en aquesta cadena on la seva carrera va aconseguir major projecció: el 2005 va substituir durant l'estiu a Emma García en el programa d'entrevistes A tu lado; en la temporada 2006-2007 es fa càrrec del programa TNT després de la sortida de Jordi González i el 2007-2008 va presentar el programa El ventilador. El 2011 va col·laborar durant uns mesos al programa Gente que cuenta, presentat per María Rodríguez Vico, de la cadena La 10.
Des de 2008 presenta i dirigeix el programa De película a Radio Nacional de España. El 2012 va ser guardonada per la seva tasca al capdavant del programa amb un Micròfon d'Or, premis lliurats per la Federació d'Associacions de Ràdio i Televisió. Aquest mateix any de 2012, va començar a conduir el magazín de tarda de RNE, Nunca es tarde, eliminat de la graella després d'un any. La seva audiència era un terç de la del programa anterior, Asuntos propios.